# Lijst van Belgische jazzbands 1920-1970
Dit is een select overzicht van Belgische jazzbands uit 1920 tot 1970.

## Jaren 20
- Chas. Remue & His New Stompers Orchestra : Charles Remue (klarinet, saxofoon), Félix Faecq (zang), Alphonse Cox (trompet), Gaston Frédéric (klarinet, saxofoon), Stan Brenders (piano) e.a.

## Jaren 30
- Bistrouille Amateur Dance Orchestra (BADO): Peter Packay (dirigent, trompet), Freddy De Boom (trompet), John Ouwerx (piano), René Fontaine (trombone, viool), René Vinche (drums) e.a.
- Het Fud Candrix orkest: Fud Candrix (dirigent, tenorsaxofoon), Gus Deloof (trompet), Jeff De Boeck (drums), Lou Logist (klarinet, tenorsaxofoon), Louis Melon (trombone), Raymond 'Coco' Colignon (piano) e.a.
- Gus Deloof and his Racketeers: Gus Deloof (cornet, dirigent), Jean Omer (altsaxofoon, klarinet), John Ouwerx (piano), Arthur Peeters (contrabas), Jos Aerts (drums), Jos Breyre (trombone) e.a.
- The Radiolians: Arthur Peeters (contrabas), Chas Dolne (gitaar), David Bee (altsaxofoon, klarinet), Fud Candrix (tenorsaxofoon), Gus Deloof (dirigent, trompet) e.a.
- Jack Webster & his orchestra: Jack Webster (dirigent, tenorsaxofoon solo), Georges Warnant (trombone), Jacques Prévost (trompet), Louis Billen (altsaxofoon), John Ouwerx (piano) e.a.
- Peter Packay and his swing orchestra: Peter Packay (dirigent, trompet), Arthur Peeters (contrabas), Chas Dolne (gitaar), David Bee (tenorsaxofoon), François Van Camp (trombone) e.a.

## Jaren 40
- Robert De Kers et ses vibraswingers: Robert De Kers (dirigent, trompet, vibrafoon), Chas Dolne (gitaar), Henry Segers (piano) e.a.
- Jay Clever ans his swing orchestra
- Hot Trio Jean Robert: Jean Robert (dirigent, klarinet, tenorsaxofoon, trompet)
- Grosses Tanzorchester Stan Brenders: Stan Brenders (dirigent), Eugene anderborght (trompet), François Van Camp (trombone), Louis Billen (altsaxofoon, klarinet) e.a.
- Quintette du club rythmique de Belgique: Henri Van Bemst (dirigent, klarinet) e.a.
- Jeff De Boeck and his metro band: Jeff De Boeck (dirigent), Victor Ingeveldt (klarinet, tenorsaxofoon), Frank Engelen (gitaar) e.a.
- Ivon De Bie et sa Grande Formation: Ivon De Bie (dirigent, piano) e.a.
- Septette Van Bemst: Henri Van Bemst (klarinet) e.a.
- Jean Omer und sein orchester: Jean Omer (altsaxofoon, dirigent, klarinet), Jean Robert (tenorsaxofoon), Frank Engelen (gitaar) e.a.
- Eddie Tower en zijn groot orkest: Eddie Tower (dirigent), David Bee (altsaxofoon, klarinet, tenorsaxofoon) e.a.
- David Bee et son Orchestre: David Bee (klarinet), Gus Deloof (cornet ) e.a.
- Jack Sels sextet: Jack Sels (tenorsaxofoon), Billy Desmedt (piano), Herman Sandy (trompet), Paul Dubois (contrabas), Rudy Frankel (drums), Toots Thielemans (elektrische gitaar)
- Jack Sels Quartet: Jack Sels (arrangementen, tenorsaxofoon), Jean Fanis (piano), Jean Warland (contrabas), Rudy Frankel (drums)
- Toots Thielemans' quartet du hot club de Belgique: Toots Thielemans (elektrische gitaar), Francis Coppieters (piano), Jean Warland (contrabas), John Ward (drums)

## Jaren 50 en 60
- Bob Shots: Bobby Jaspar (sax, fluit, klarinet, componist) Constant Letellier (klarinet en sax), Sadi (vibrafoon), René Thomas (gitaar), Jacques Pelzer (altsax), Francy Boland (piano)
- The Bobby Jaspar Quartet: Bobby Jaspar (tenorsaxofoon), Henri Renaud (piano), Pierre Lemarchand (drums), Pierre Michelot (contrabas)
- Sadi Combo: Sadi (dirigent, vibrafoon), Bobby Jaspar (arrangeur, tenorsaxofoon), Jean Aldegon (basklarinet), Jean-Louis Viale (drums), Jean-Marie Ingrand (contrabas), Maurice Vander (piano), Nat Peck (trombone), Pierre Michelot (contrabas), Roger Guérin (tuba)
- Jacques Pelzer Modern Jazz Sextet: Herman Sandy (trompet), Jacques Pelzer (altsaxofoon), Jean Fanis (piano), Paul Dubois (contrabas), René Thomas (elektrische gitaar), Rudy Frankel (drums)
- Herman Sandy Quintet: Constant Letellier (tenorsaxofoon), Herman Sandy (trompet), Johnny Peret (drums), Paul Dubois (contrabas), Roger Asselberghs (baritonsaxofoon), Willy Albimoor (piano)